# Mepyramine
Mepyramine, còn được gọi là pyrilamine, là thuốc kháng histamine thế hệ đầu tiên, nhắm vào thụ thể H1. Nó nhanh chóng thấm vào não thường gây buồn ngủ. Nó cũng có đặc tính kháng cholinergic. Tuy nhiên, hiệu lực kháng cholinergic của nó là không đáng kể so với hoạt tính chống dị ứng của nó; nó có tỷ lệ H1 đến muscarinic K i là 130.000 đến 1, so với tỷ lệ 20 đến 1 đối với diphenhydramine.
Nó được cấp bằng sáng chế vào năm 1943 và được sử dụng trong y tế vào năm 1949. Nó được sử dụng trong các sản phẩm kết hợp không kê đơn để điều trị các triệu chứng cảm lạnh và kinh nguyệt thông thường. Nó cũng là thành phần hoạt chất của các loại kem chống dị ứng tại chỗ Anthisan và Neoantergan, được bán để điều trị vết côn trùng cắn, vết chích và mẩn ngứa.